# Barbatula zetensis
Barbatula zetensis ist eine benthische Süßwasserfischart der Gattung Barbatula aus der Familie der Bachschmerlen (Nemacheilidae). Die Art wurde erst 2001 beschrieben. Sie kommt nur in Montenegro vor.

## Merkmale
Bachschmerlen sind benthische (bodenlebende) Fische mit unterständigem Maul und sechs Barteln, die als Tast- und Geschmacksorgane dienen. Die Fische besitzen einen langen, gelblichen und dunkel-marmorierten Körper mit einer Standardlänge von höchstens 6,6 cm. Die Tiere können bis zu zwei Jahre alt werden.
Wie bei den meisten Vertretern der Gattung Barbatula ist die Schwanzflosse leicht konkav und wird von 15–16 Weichstrahlen gestützt. Der Schwanzstiel ist 1,4–1,8 mal so lang wie breit. Die Bauchflossen beginnen auf der Höhe des zweiten bis vierten Weichstrahls der Rückenflosse. Zwischen dem Nacken und dem Ansatz der Rückenflosse befinden sich 2–4 dunkle Flecke.

## Verbreitung und Biologie
Die Art kommt nur im Unterlauf der Morača vor, einem montenegrinischen Fluss, der in den Skutarisee entwässert und somit zum Adriatischen Becken gehört. Sie wurde ebenfalls in ihrem Zufluss Zeta, ansonsten jedoch in keinem anderen Zufluss der Morača gefunden. In ihrem Verbreitungsgebiet ist die Art relativ häufig.
Über die Lebensweise ist nur wenig bekannt. Die Art bevorzugt Fließgewässerabschnitte mit steinigem und kiesigem Substrat und geringer Vegetationsdichte. Sie kommt unter anderem zusammen mit dem Ohrid-Steinbeißer vor, einem ebenfalls bodenlebenden Fisch aus der Familie Cobitidae. Da dieser aber eher sandigen Untergrund bevorzugt und sich auch oft zwischen Algen aufhält, scheinen sich die beiden Arten gegenseitig nur wenig Konkurrenz zu machen.
Die Art wird von der IUCN als „nicht gefährdet“ (LC = Least Concern) eingestuft. Da das Verbreitungsgebiet allerdings sehr klein ist, könnten lokale Gewässerverschmutzung und anthropogene Habitatveränderungen in der Zukunft eine Bedrohung für diese Art darstellen.